# Szardża (miasto)
Szardża, Ash-Shāriqa (arab. ‏الشارقةّ‎) – miasto w Zjednoczonych Emiratach Arabskich, na Półwyspie Arabskim, stolica emiratu Szardża.
Szardża jest trzecim pod względem ludności miastem kraju. Z powodu dużej dysproporcji w cenach mieszkań miasto zamieszkałe jest przede wszystkim przez ludzi pracujących w Dubaju. W 2019 roku liczba ludności wynosiła 1 274 749 mieszkańców.
W lipcu 2008 roku w mieście tym zanotowano +48,5 stopnia Celsjusza, co jest historycznym rekordem dla tego miasta.

## Miasta partnerskie
- Granada, Hiszpania[1]